# Morální dilema
Morální dilema je pojem, kterým označujeme situaci, ve které se musíme rozhodnout ze dvou možností, které jsou obě morálně špatně. Zvolit obě možnosti není v této situaci možné. Taková situace nemá žádné správné, ale ani špatné řešení. Člověk představený s touto situací se často cítí rozvrácen mezi oběma možnostmi, jelikož obě jdou zdůvodnit různými morálními zásadami.[zdroj?]

## Definice
Člověk potýkající se s morálním dilema je někdo, před kým stojí dvě možnosti volby, které jsou obě z morálního hlediska špatné. Ani jedna morální zásada, která se k možnostem pojí, nepřebíjí tu druhou, tudíž ani jedna z představených možností není správná či lepší. V obou případech člověk poruší jednu z morálních zásad, a tak je jeho chování nemorální. V této situaci musí být dotyčný schopen udělat každou z možností separátně, ale ne obě najednou.
Aby se opravdu jednalo o morální dilema, musí obě zásady být vskutku stejné váhy. Pokud je jedna vyšší důležitosti, nejedná se o pravé morální dilema, ale o střet zájmů. Například, pokud má vysoce postavený manažer důležitou schůzku, ale po cestě najde topícího se chlapce a musí se rozhodnout mezi stihnutím schůzky a záchranou života chlapce. V tomto případě nejde o morální dilema, jelikož záchrana lidského života je vyšší důležitosti než jakákoliv schůze a dochází pouze ke střetu zájmů, kdy manažer ví, že na schůzku dorazí pozdě.

## Typy dilemat
Podle amerického etika a zakladatele Institutu pro globální etiku Rushwortha Kiddera se dají morální dilemata rozdělit do následujících čtyř kategorií:

### Pravda a loajalita
Toto dilema vzniká, když jedinec má říct pravdivou informaci, ale jejím následkem by byla negativní reakce / událost. Vtipným příkladem může být partner, který má své ženě pochválit šaty, které jí ale nesluší. Vážnějším příkladem by bylo poskytnutí informací o vašem zaměstnavateli, které by ho ale mohly poškodit. Člověk buď řekne pravdu a poté se musí vyrovnat s následky, nebo zalže a problémům se vyhne.

### Jedinec proti komunitě
Tento typ dilema staví jedince, či menší skupinu proti větší komunitě. Příkladem může být výměna dlouho zaměstnaného pracovníka, který se svou kvalifikací nezvládá určitou práci a zpomaluje tak celý tým. Nahrazení vhodnějším zaměstnancem prospěje týmu, komunitě, ale uškodí jedinci, který se poté může potýkat s finančními a jinými problémy.

### Krátkodobé a dlouhodobé problémy
V tomto typu si jedinec vybírá mezi okamžitými výsledky, potřebami a pozdějšími následky. Tato rozhodnutí mohou být velmi těžká, protože člověk nikdy s jistotou neví, co se v budoucnu stane. Příkladem může být rozhodnutí mezi utrácením a šetřením nebo mezi zábavou a přípravou na zkoušku. V obou případech si člověk v danou chvíli může usnadnit, užít život, ale riskuje budoucí komplikace.

### Spravedlnost a výjimky
Toto dilema nastává, když se poruší určité podmínky, či pravidla a má následovat určitá reakce, nejčastěji trest. Příkladem může být pracovitý student, který jednou svým chováním porušil školní řád. Učitel by mu měl dát poznámku, ale ví, že žák je šikovný a situace se již nebude opakovat, tak udělá výjimku a nechá věc být.

## Příklady z české historie

### Členství v Komunistické straně
Členství v Komunistické straně po únorovém převratu 25. 2. 1948 až do sametové revoluce 17. 11. 1989 se dá brát jako morální dilema. Pokud se občan přidal ke straně, mohl očekávat určité výhody, například lepší pracovní možnosti nebo vyšší plat, ale zároveň tak podpořil činnost totalitního režimu, který porušoval lidská práva a svobody, zatýkal lidi podle politických názorů a cenzuroval antiideologické informace. Na druhou stranu člověk, který se do strany nepřipojil mohl očekávat upozadění v určitých situacích, například přidělení automobilu, či již zmíněná pracovní pozice. V extrémnějších případech ho mohl čekat i postih, pokud se dopustil nějakého přestupku nebo dal najevo nesouhlas se stranou, stal se disidentem. Takový člověk mohl být následně i donucen do strany vstoupit a s režimem spolupracovat, aby se vyhnul problémům, které by zasáhly nejen jeho, ale i jeho blízké.[zdroj?]

### Odsun Němců z pohraničí Československa
Po skončení druhé světové války bylo na základě tzv. Benešových dekretů odsunuto z československého pohraničí zhruba 2,5 milionů obyvatel německého původu. Jednalo se o reakci na německou politiku praktikovanou na území Protektorátu Čechy a Morava, která s místními obyvateli zacházela velmi krutě. Negativní stránkou odsunu byl velký počet nespravedlivě odsouzených Němců, kteří nejen nacistický režim nepodporovali, ale někteří proti němu i bojovali. Bylo sice zahájeno prověřování antifašistickými komisemi, které by nevinným Němcům vrátily zkonfiskovaný majetek a československé občanství, ale proces trval dlouho a začalo přibývat útoků na čekatele, tak se mnoho antifašistických Němců stejně rozhodlo k opuštění Československa. Nemorálnost tohoto rozhodnutí tedy spočívá v nespravedlnosti vůči nevinným Němcům a příliš tvrdému zacházení s emigranty celkově. Dalo by se i namítnout, že jsme se zachovali podobně jako samotní Němci za války. Na druhou stranu Češi měli právo na odvetu a jelikož vztahy mezi oběma národy byly velmi vyostřené, určitě by docházelo k násilí z české strany, odsunem se útokům částečně zabránilo, i když ne úplně.[zdroj?]